# Seven Little Girls Sitting in the Backseat
"Seven Little Girls Sitting in the Backseat" är en sång skriven av Bob Hilliard och Lee Pockriss. Den spelades 1959 in av Avons 1959, och samma år även av Paul Evans.
Ingrid Reuterskiöld (Ninita) skrev en text på svenska som heter "Flickor bak i bilen". Den spelades in 1959 av Siw Malmkvist och släpptes på EP året därpå.

## Listplaceringar

### Avons
| Lista (1960) | Topplacering |
| ------------ | ------------ |
| Norge        | 8            |

### Paul Evans
| Lista (1960) | Topplacering |
| ------------ | ------------ |
| Norge        | 6            |